# She's So High (chanson de Talmage Bachman)
Pour l’article homonyme, voir She's So High (chanson de Blur).
She's So High est une chanson pop rock écrite, composée et interprétée par le chanteur canadien Tal Bachman, sortie en single en avril 1999 et extraite de son premier album Tal Bachman.
La chanson est arrivée en tête du classement Adult Top 40 du Billboard aux États-Unis et a remporté un BMI award et un prix Juno du meilleur producteur,.

## Reprise
She's So High est reprise en 2003 par Kurt Nilsen, le vainqueur de Pop Idol en Norvège où elle se classe en tête des ventes avant de connaître le succès dans plusieurs pays. 
Le titre est aussi reprit par le groupe Four Years Strong, groupe de hardcore mélodique américain. 